# Austrolestes aridus
Austrolestes aridus là loài chuồn chuồn trong họ Lestidae. Loài này được Tillyard mô tả khoa học đầu tiên năm 1908.